# Curidia knoxi
Curidia knoxi is een vlokreeftensoort uit de familie van de Ochlesidae. De wetenschappelijke naam van de soort is voor het eerst geldig gepubliceerd in 2003 door Lowry & Myers.